# 登録商標マーク
登録商標マーク（とうろくしょうひょうマーク）、登録商標記号（とうろくしょうひょうきごう、英語: The registered trademark symbol, ®, Rの丸での囲み文字）は、特定の国や地域において、直前にある語句や記号が登録された商標（登録商標、商品商標あるいは役務商標（サービスマーク））であることを知らせるためのシンボルマーク（象徴記号）である。"R"は"registered trademark"（登録商標）の頭文字。Rマーク（アールマーク）やマルR（マルアール）と呼ぶこともある。

## 概要
商標制度を有する国では、通例、登録商標を使用する際にそれが登録商標である旨の表示（登録商標表示）を付すことができることを定めるとともに、登録されていない商標について登録商標表示を行うことを禁じている。
米国の連邦商標法（ランハム法）では、登録商標表示をしておくと他者に無断で使用されないための警告として働く。表示がなくてもよいが、侵害された際に損害賠償請求をする場合は前もって別の方法で警告することになる。
登録商標の具体的な表示方法としては、国により様々な語句やマークが定められている。「登録商標マーク」は、米国やイギリスをはじめとする多くの国で定められている代表的な登録商標表示のひとつである。
日本の商標法では、登録商標表示として「登録商標」の文字を使用することとされており、「登録商標マーク」は法令上用いられていない。ただし、登録されていない商標に対して「登録商標マーク」のような紛らわしい表示をすることは禁じられており、違反した場合には刑事罰が科せられる（#日本参照）。
上記の通り、登録されていない商標にはこの記号は使うことはできない。登録されていない商標の場合、商品の出所を表示する商標（トレードマーク）には「商品商標マーク」である「™」(TM)を付し、役務の出所を表示する商標（サービスマーク）には「役務商標マーク」である「℠」(SM)を付すことがある。

## 計算機上の用法
Unicodeにおいては「U+00AE ® REGISTERED SIGN (HTML: &#174; &reg;)」とマッピングされている。「登録商標マーク ®」は、よく似た「U+24C7 Ⓡ CIRCLED LATIN CAPITAL LETTER R (enclosed R)」（ラテン大文字Rの囲み文字）とは厳格に区別されている。日本ではJIS X 0208には存在しないが、JIS X 0213にて標準化された。
「登録商標マーク ®」は、英文タイプライターや計算機のASCII文字には、長い間採用されてこなかったので、(R)あるいは(r)で代用されていた。たとえばPython言語の商標使用方針は、これら代用記号の使用を推奨している。
米国においては、Registered, U.S. Patent and Trademark Office. （米国特許商標庁登録済み）、あるいはその簡略表現であるReg U.S. Pat & TM Off.が法的同等物とみなされる。英国では、RTMがそれに該当する。

## 日本
日本の商標法では、登録商標である旨の表示をするように努めなければならないとされている（73条）。具体的な表示方法は「「登録商標」の文字及びその登録番号又は国際登録の番号」（商標法施行規則第17条）とされており、「登録商標マーク」は法令上規定された表示方法ではない。
また、日本の商標法では、登録されていない商標の使用をする場合に、商標登録表示やこれと紛らわしい表示を付す行為等は禁じられており（74条）、これに違反すると刑事罰が科せられる（80条）。「登録商標マーク」は、商標登録表示と紛らわしい表示に該当する。
なお、同じマルにRでも、CDに付されている「🄬︎」（→囲み英数字補助(Enclosed Alphanumeric Supplement)）は、レコードを表し、登録商標マークとは異なる。

## タイピング
- Linux:
  - AltGrキー（英語版）+R
  - Compキー（英語版）+O+R
- Mac OS: オプションキー+R
- US国際キー配列 / UK国際キー配列: AltGrキー+R
- Emacs: C-x 8 R.
- HTML: &reg; あるいは &#x00AE; あるいは &#174;
- LaTeX: \textregistered, 数式モードで \textsuperscript{\textregistered}.
- MS-IMEなど[要説明]:rと入力して変換。
- MS-IME:00AEと入力してF5キーで文字コード入力変換。
- パソコン用のGoogle日本語入力:「U+AE」「U+00AE」（英字はシフトキーを押しながら）と入力して変換。

## 符号位置
| 記号 | Unicode | JIS X 0213 | 文字参照            | 名称                           |
| ---- | ------- | ---------- | ------------------- | ------------------------------ |
| ®    | U+00AE  | 1-9-10     | &reg; &#xAE; &#174; | 登録商標記号 REGISTERED SIGN   |
| Ⓡ    | U+24C7  | -          | &#x24C7; &#9415;    | CIRCLED LATIN CAPITAL LETTER R |

## 関連記号
- 商品商標マーク ™ - 商品商標（トレードマーク）
- 役務商標マーク ℠ - 役務商標（サービスマーク）
- コピーライトマーク（英語版） © - 著作権
- レコード著作権マーク ℗ - 原盤権